# 穿阡水库
穿阡水库是中国贵州省遵义市凤冈县境内的一座水库，位于乌江水系陆地河上，建于1977年。水库正常库容为978万立方米，集雨面积为20平方千米，海拔为783米。